# Patinatge artístic als Jocs Olímpics d'hivern de 1998
Als Jocs Olímpics d'Hivern de 1998 celebrats a la ciutat de Nagano (Japó) es disputaren quatre proves de patinatge artístic sobre gel, una en categoria masculina, una altra en categoria femenina i dues en categoria mixta per parelles.
Les proves es disputaren entre els dies 8 i 20 de febrer de 1998 a les instal·lacions del The White Ring. Hi participaren un total de 145 patindors, entre ells 73 homes i 72 dones, de 37 comitès nacionals diferents.

## Resum de medalles

### Categoria masculina
| Prova              | Or         | Argent       | Bronze             |
| Individual Detalls | Ilia Kulik | Elvis Stojko | Philippe Candeloro |

### Categoria femenina
| Prova              | Or            | Argent        | Bronze  |
| Individual Detalls | Tara Lipinski | Michelle Kwan | Chen Lu |

### Categoria mixta
| Prova            | Or                                      | Argent                                       | Bronze                                    |
| Parelles Detalls | Rússia Oksana Kazakova · Artur Dmitriev | Rússia Elena Berezhnaya · Anton Sikharulidze | Alemanya Mandy Wötzel · Ingo Steuer       |
| Dansa Detalls    | Rússia Oksana Grishuk · Evgeny Platov   | Rússia Anjelika Krylova · Oleg Ovsyannikov   | França Marina Anissina · Gwendal Peizerat |

## Medaller
| Posició | País            | Or | Argent | Bronze | Total |
| 1       | Rússia          | 3  | 2      | 0      | 5     |
| 2       | Estats Units    | 1  | 1      | 0      | 2     |
| 3       | Canadà          | 0  | 1      | 0      | 1     |
| 4       | França          | 0  | 0      | 2      | 2     |
| 5       | Alemanya        | 0  | 0      | 1      | 1     |
| 5       | R.P. de la Xina | 0  | 0      | 1      | 1     |
|         |                 |    |        |        |       |
| Total   | Total           | 4  | 4      | 4      | 12    |